# Степан Сергійович
«Степан Сергійович» («Степан Сергійович») — радянський двосерійний телефільм 1989 року, знятий режисером Сергієм Сичовим на кіностудії «Білорусьфільм».

## Сюжет
Фільм знято за мотивами роману Анатолія Азольського. Дія відбувається у 1950—1960-ті роки. Герой фільму — колишній бойовий офіцер — людина чесна, яка, куди б не закидала його доля, вів безкомпромісну війну з користолюбцями, хоча іноді, може, й надто прямолінійно.

## У ролях
- Андрій Толубєєв — Степан Сергійович Шелагін
- Олексій Нілов — Віталій Ігумнов
- Олександр Баринов — Олександр Петров
- Олександр Аржиловський — співробітник НДІ
- Олександр Безпалий — Мефодій Сорока, мічман в училищі
- Анатолій Вєдьонкін — Євсюков Василь, інтендант в училищі
- Олег Голубицький — Віктор Антонович Баянников, заступник директора НДІ з кадрів
- Любов Германова — Катя Шелагіна, дружина Степана Сергійовича, медсестра, потім секретарка
- Валентина Єгорєнкова — Нінель Володимирівна Старичева, технолог НДІ
- Олег Корчиков — Анатолій Васильович Труфанов, директор НДІ
- Олександр Кашперов — Фомін, співробітник НДІ
- Вадим Лобанов — адмірал
- Ольга Лисенко — мати Віталія Ігумнова
- Ігор Леньов — Сорін, регулювальник апаратури
- Ростислав Шмирьов — Ігор Борисович, парторг у НДІ
- Катерина Урманчеєва — Ася, подруга Віталія Ігумнова
- Борис Березовський — епізод
- Борис Борисьонок — епізод
- Геннадій Гарбук — Савчиков, заступник директора заводу
- Володимир Грицевський — морський офіцер в училищі
- Анатолій Гур'єв — інженер НДІ, учасник застілля в ресторані на аеровокзалі
- Дмитро Калінін — епізод
- М. Козаков — епізод
- В. Ковальов — епізод
- М. Криворучко — епізод
- Олександр Курлович — епізод
- Юрій Кухарьонок — епізод
- Борис Лагода — епізод
- Михайло Матвєєв — епізод
- Ірина Москальова — епізод
- Аліна Недвецька — епізод
- Геннадій Нілов — співробітник НДІ
- Андрій Оліференко — епізод
- Михайло Петров — охоронець Тізнейкін
- Микола Рачинський — епізод
- Володимир Січкар — Стригунков, працівник НДІ
- Володимир Ставицький — епізод
- Сергій Сичов — маршал, що приймав виріб НДІ
- Анатолій Терпицький — морський офіцер в училищі
- Олександр Туманов — епізод
- Володимир Угольников — епізод
- Михайло Федоровський — Рафаїл Сигізмундович, начальник лабораторії 3-го заводу
- Анатолій Чарноцький — епізод
- Петро Юрченков — інженер НДІ
- Андрій Карпук — Коля Шелагін
- Діма Москальов — Коля Шелагін
- Павло Юркевич — епізод

## Знімальна група
- Режисер — Сергій Сичов
- Сценарист — Олександр Бородянський
- Оператор — Анатолій Зубрицький
- Композитори — Петро Альхимович, В. Ромашкін
- Художник — Володимир Ковальов
- Продюсер — Сергій Мосін